# Lina Kostenko
Lina Vasylivna Kostenko (in ucraino Ліна Василівна Костенко?; Ržyščiv, 19 marzo 1930) è una poetessa e scrittrice ucraina.
È la scrittrice più rappresentativa della "Generazione dei '60" dei poeti ucraini, Šistdesjatnyky. Questo gruppo cominciò a pubblicare nel corso degli anni '50 e raggiunse il suo apice nei primi anni '60.

## Vita e opere
La Kostenko nasce in una famiglia di intellettuali. Nella sua infanzia sperimenta il dolore del Holodomor, la grande fame del 1932-33. Nel 1936 la sua famiglia si trasferisce a Kiev dove Lina completa i suoi studi secondari.
Lina si diploma con distinzione all'Istituto di Letteratura "Maksim Gor'kij" di Mosca nel 1956. In seguito pubblica tre raccolte di poesie: Prominnja Zemli (I raggi della terra) nel 1957, Vitryla (Le vele) nel 1958 e Mandrivky sercja (Pellegrinaggi del cuore) nel 1961. Questi libri divennero subito molto popolari fra i lettori ucraini, ma dovettero essere mantenuti sotto silenzio poiché la sua insubordinazione alle autorità sovietiche le costò un divieto di pubblicazione durato quasi vent'anni: la raccolta di poesie Zòrjanyj integràl (Integrale stellare) venne distrutta perché accusata di "formalismo" e "calunnie alla realtà sovietica"; tali opere ebbero però  circolazione clandestina all'interno del gruppo del samizdat.
Fu solamente nel 1977, ben 16 anni dopo, che la Kostenko ebbe nuovamente il permesso di pubblicare. Seguirono altre raccolte e un libro per l'infanzia chiamato Il re dei Lilac. Nel 1979 Lina Kostenko scrive il suo capolavoro, Marusja Čuraj, un romanzo storico su una cantante di musica popolare ucraina del XVII secolo, per il quale nel 1987 consegue il più prestigioso riconoscimento letterario dell'Ucraina, il Premio Ševčenko.
Come i suoi conterranei è testimone, nel 1986, del Disastro di Čornobyl' che si rifletterà nelle sue opere Zona vidčužennja (zona di alienazione) e Zapysky ukrajins'koho samašedšoho (Diario di un matto ucraino).
Nel 1989 scrive Snih u Florenciji (Neve a Firenze), nel 1994 vince in Italia il Premio Petrarca.
Nel 1993 scrive la sceneggiatura del film Čornobyl': Tryzna ("Čornobyl: veglia funebre")
Nel 1999 pubblica un altro romanzo in versi destinato a rapida diffusione: Berestečko.
È professore onorario dell'Università nazionale accademia Mogila di Kiev.
Nel 2002 ha ricevuto la laurea ad honorem all'Università Nazionale di Černivci.
Lina Kostenko vive e lavora a Kiev e ha due figli,una dei quali, Oksana Pahlovska, insegna la lingua e letteratura ucraina a Roma all'università La Sapienza.